# Hugo (Siemianowice Śląskie)
Hugo – dawna kolonia robotnicza oraz część Siemianowic Śląskich, położona w południowej części miasta, na obszarze dzielnicy Centrum.
Jej początki wiążą się z budowę huty „Laura” (późniejsza huta „Jedność”). Sama zaś kolonia robotnicza powstała w latach 50. XIX wieku, a z biegiem czasu w rejonie Hugo zaczęły powstawać kamienice mieszczańskie. Od 1924 roku Hugo jest częścią późniejszych Siemianowic Śląskich.

## Geografia
Hugo znajduje się południowej części Siemianowic Śląskich w dzielnicy Centrum, w rejonie ulic: Fabrycznej, J. Matejki, Piastowskiej i B. Głowackiego. Według podziału fizycznogeograficznego Jerzego Kondrackiego dzielnica znajduje się w mezoregionie Wyżyna Katowicka. Pod względem geologicznym Hugo leży po zachodniej stronie na utworach pochodzących z karbonu górnego (są to zlepieńce, piaskowce, mułowce i węgiel kamienny warstw łaziskich), natomiast środkową i wschodnią część dzielnicy budują rezydua glin zwałowych wykształconych w plejstocenie. Hugo jest położone w całości w dorzeczu Wisły, w zlewni Rowu Śmiłowskiego, który jest dopływem Brynicy. Podobnie jak cały region, Hugo leży w strefie klimatu umiarkowanego, w śląsko-dąbrowskiej dzielnicy klimatycznej. W Hugo nie ma żadnych powierzchniowych form ochrony przyrody i pomników przyrody

## Historia i architektura

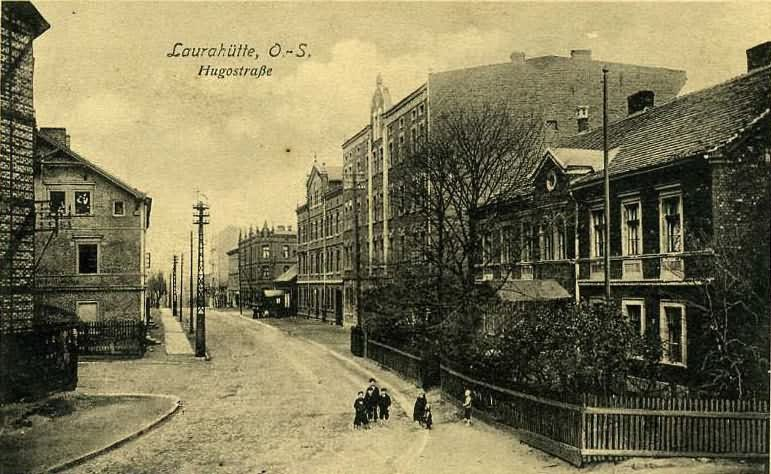
Kolonia Hugo na pocztówce; z prawej strony widoczny jest dom przy późniejszej ulicy Jana Matejki 18

Kolonia robotnicza przy hucie Laura powstała w latach 50. XIX wieku, a jej nazwa pochodzi od imienia Hugona II Henckla von Donnersmarcka. Początkowo zabudowa kolonii powstała wzdłuż dzisiejszych ulic: Piastowskiej, J. Matejki i B. Głowackiego, a była ona zabudowana według jednolitego wzorca – w jednym mieszkaniu znajdował się pokój z kuchnią, a do mieszkania przynależała dodatkowo komórka na podwórzu. Wraz z rozwojem przemysłu wycięto sąsiadujący z kolonią las pod nową zabudowę, a także wytyczono nowe ulice. W rejonie ulicy J. Matejki i północnej pierzei ulicy B. Głowackiego powstawały mieszczańskie kamienice, natomiast pozostałości starszej zabudowy zachowały się w rejonie ulicy Piastowskiej i ulicy Fabrycznej. Dnia 1 lutego 1870 roku oddano do użytku sąsiadującą z Hugo linię kolejową.
Hugo na początku XX wieku było jedną z kolonii w gminie Huta Laura, połączoną wraz z Siemianowicami w 1924 roku i przemianowaną później na Siemianowice Śląskie. W 1931 roku przy ul. J. Matejki otwarto Publiczną Szkołę Powszechną im. Mikołaja Kopernika. W tym samym budynku, 1 września 1981 roku rozpoczął nauczanie Zespół Szkół Zawodowych. W 2003 roku hutę „Jedność” postawiono w stan likwidacji.
Do Gminnej Ewidencji Zabytków miasta Siemianowic Śląskich jest wpisana znaczna część zabudowy Hugo. Są to: budynki przy ulicy Piastowskiej 1, 3, 5, 13, 16 i 17, zabudowa ulicy B. Głowackiego 4, 5, 11 i 11a, kamienice przy ul. J. Matejki 4, 12, 14, 19, 19a, 19b, 20, 20b, 22, 23, 24, 26 i 29, kamienice przy ulicy Fabrycznej 8, 8a i 11, a także zespół zabudowy dawnej kopalni przy ulicy M. Konopnickiej. Ponadto w tej części miasta znajdował się też zabytkowy, nieistniejący obecnie dom z 1863 roku, wpisany do rejestru zabytków 31 maja 1991 roku pod numerem A/1426/91. Znajdował się on przy ulicy J. Matejki 18. Został on wyburzony w 1992 roku.

## Gospodarka i transport

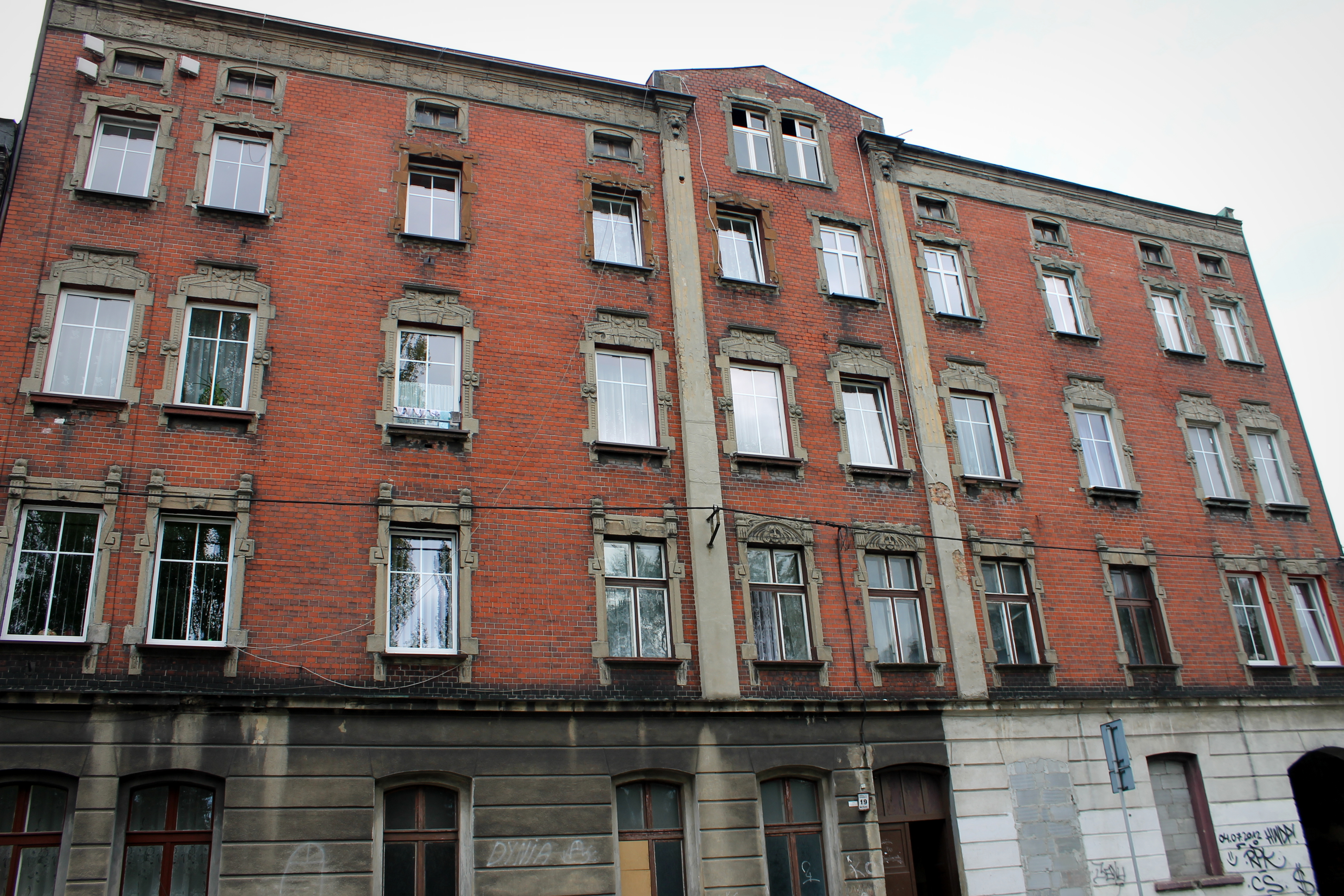
Kamienica przy ul. J. Matejki 19 (2012)

Największym zakładem przemysłowym w pobliżu Hugo była pierwotnie huta „Laura”, przemianowana po II wojnie światowej na „Jedność”. Jej uruchomienie nastąpiło w 1839 roku. Hutę w 2003 roku postawiono w stan likwidacji. Po likwidacji huty Jedność, największym zakładem jest Fabryka Elementów Złącznych powstała 1868 roku jako Fabryka Śrub i Nitów Fitznera. Ponadto, według stanu ze stycznia 2021 roku, na Hugo funkcjonują różnego typu przedsiębiorstwa, w tym producenci: stołów bilardowych i sprzętu strzałowego, a także przedsiębiorstwa usługowe – głównie sklepy spożywcze i wielobranżowe.
W pobliżu kolonii Hugo prowadzono również wydobycie węgla kamiennego. W pobliżu dzisiejszej ulicy P. Stalmacha znajdowały się dwa wieże szybu „Knoff” (późniejszy szyb „Śmiłowski” kopalni „Michał”), z czego jeden z ich został zatopiony po gwałtownym wylewie Brynicy w 1923 roku, a drugi zlikwidowano przed II wojną światową. Kopalnia ta wraz z zakładem „Ficinus” należała do Hencklów, a potem do koncernu Zjednoczone Huty Królewska i Laura. Szyb „Knoff II” wraz z szybem „Ficinus” (znajdował się w północnym rejonie obecnej ulicy M. Konopnickiej) były jednym z głównych szybów kopalni „Huta Laury”, zamkniętej w 1933 roku. Na zachód od szybu „Knoff” znajdował się szyb kopalni „Fanny”, założonej przez Rheinbabenów w 1803 roku.

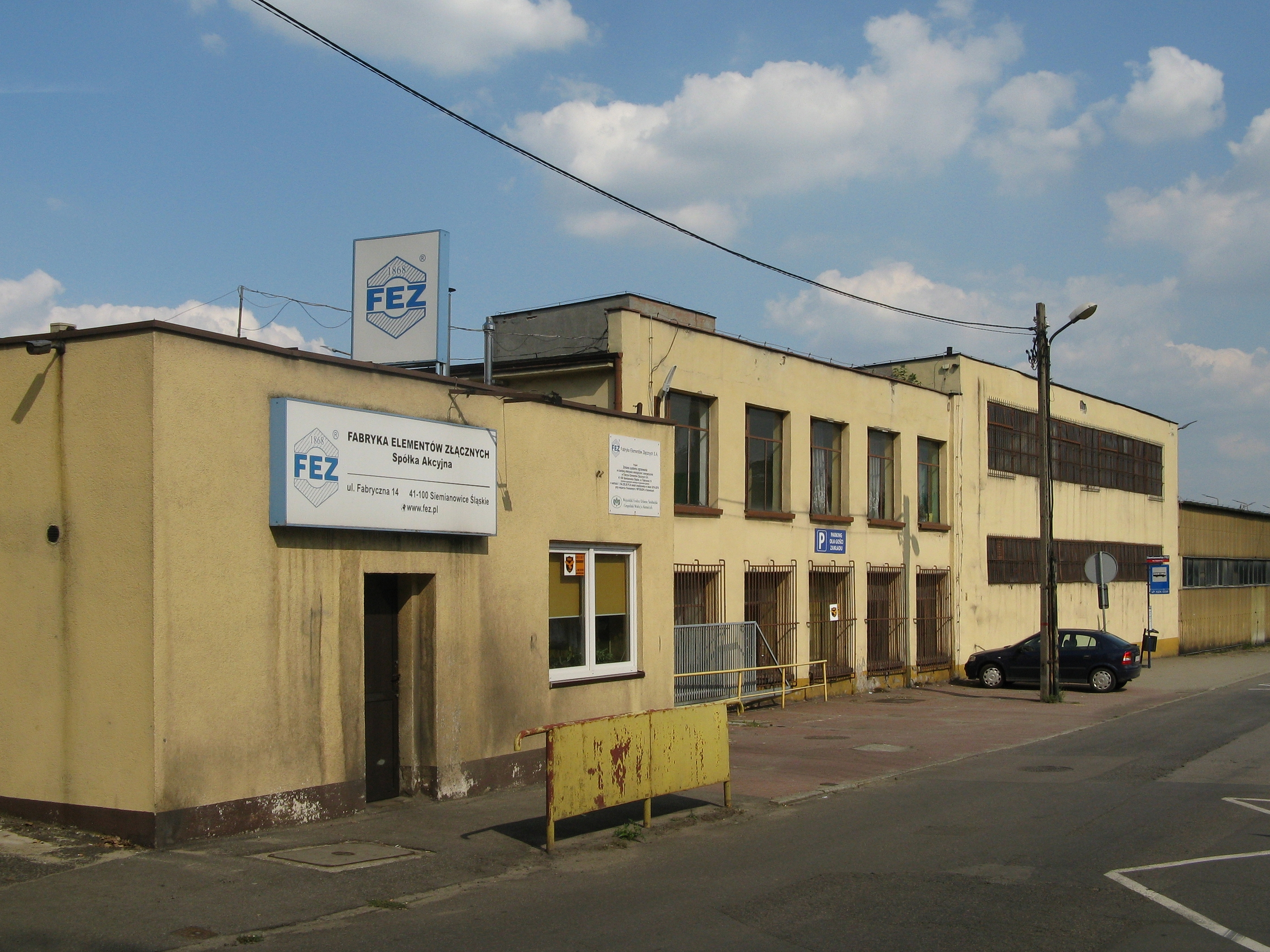
Zabudowa Fabryki Elementów Złącznych przy ul. Fabrycznej (2018)

W pobliżu kolonii Hugo, w rejonie obecnej ulicy Fabrycznej 3, powstała również gazownia. Plany jej budowy pojawiły się w 1865 roku z inicjatywy dyrektura huty „Laura”, lecz planowane koszty budowy okazały się za duże. Budowę gazowni powstałej w 1869 roku sfinansowali: fabrykant Alfred Wehowski z Bytomia oraz aptekarz Hugo Barthusel z Ujazdu. W latach międzywojennych, w 1934 roku zabudowę dawnej gazowni przebudowano na hutę i rafinerię szkła. Huta rozpoczęła pracę w 1936 roku. Produkcję w hucie zaprzestano w 1999 roku, a w 2004 roku zabudowa huty stała się własnością prywatną. W hucie produkowano m.in. baloniki do żarówek zakładu „Helios” w Katowicach i bańki do termosów, a także bardziej artystyczne wyroby ze szkła.
Główne ulice w Hugo to: Fabryczna, Jana Matejki, Piastowska i Bartosza Głowackiego. Dwie z nich to drogi powiatowe: Fabryczna (droga nr S9635) i Jana Matejki (droga nr S9634). Hugo sąsiaduje z linią kolejową nr 161 relacji Katowice Szopienice Północne – Chorzów Stary, na której prowadzony jest jedynie ruch towarowy. Linia ta została  oddana do użytku 1 lutego 1870 roku, natomiast połączenia pasażerskie funkcjonowały do 1 kwietnia 1968 roku. Hugo obsługują autobusy transportu miejskiego, obsługiwanego na zlecenie Zarządu Transportu Metropolitalnego. Według stanu ze stycznia 2021 roku, z przystanku Siemianowice Fabryczna kursują dwie linie: 22 i 222. Linia 22 łączy bezpośrednio Hugo z Bytkowem, Michałkowicami i sąsiednimi miastami: Chorzowem i Świętochłowicami, natomiast linia 222 jest trasą wewnątrzmiejską, łączącą dzielnicę z Centrum, osiedlem J. Tuwima, Bytkowem i Michałkowicami.

## Oświata i społeczeństwo

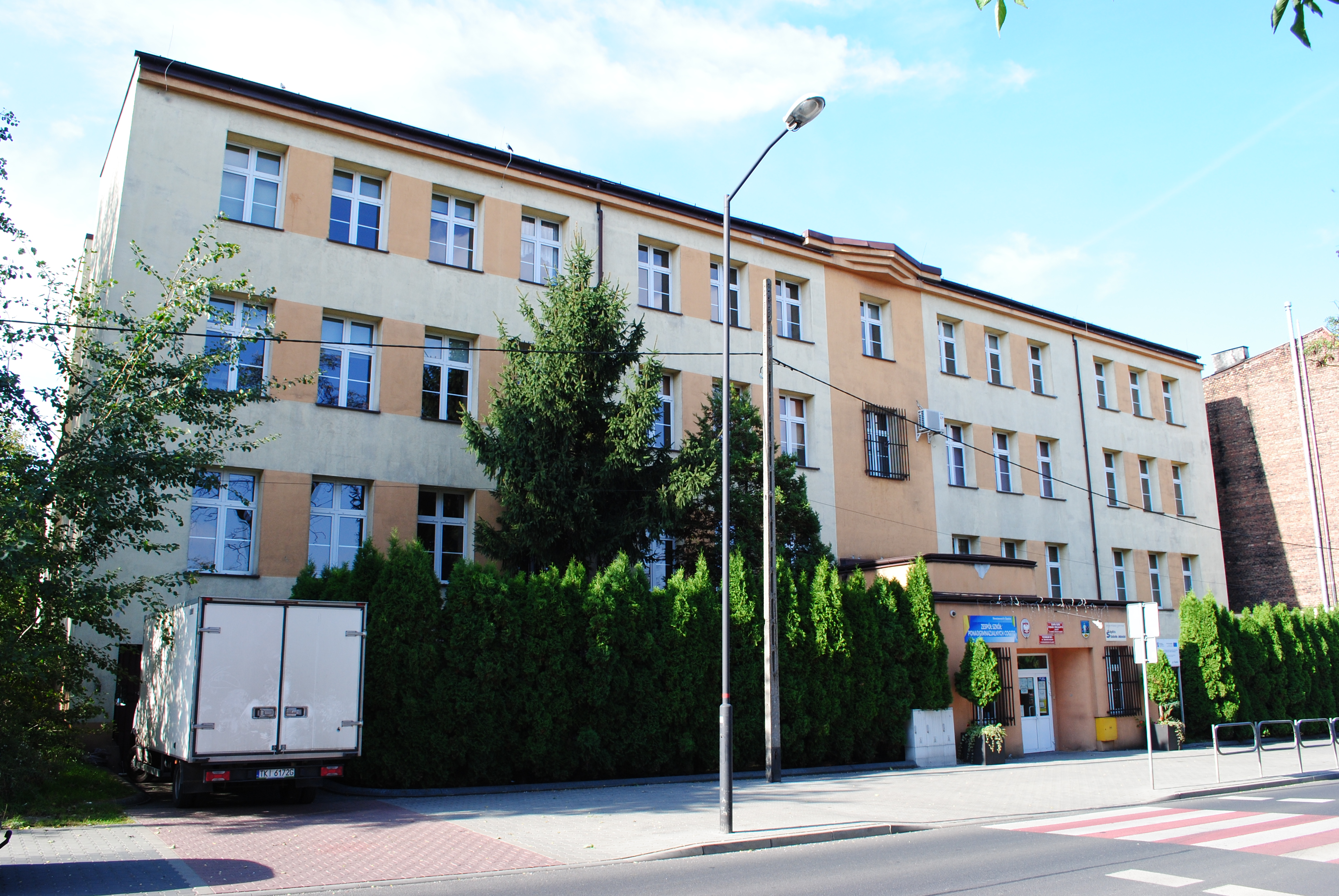
Gmach Zespołu Szkół Cogito położony przy ulicy J. Matejki 5 (2021)

Jedyną placówką edukacyjną na Hugo jest Zespół Szkół Cogito, który ma swoją siedzibę przy ulicy J. Matejki 5. Na zespół składają się dwie szkoły: Technikum Nr 1 im. Zbigniew Herberta i Branżowa Szkoła I Stopnia. W roku szkolnym 2016/2017 szkoła miała 15 oddziałów klasowych, w których uczyło się 300 uczniów. Początki szkoły sięgają lat międzywojennych. Wówczas to w roku 1934 przy dzisiejszej ulicy Pszczelniczej 10 powstała Publiczna Szkoła Dokształcająca Zawodowa. Po II wojnie światowej wznowiła ona swoją działalność jako Zasadnicza Szkoła Metalowa, która funkcjonowała do 1961 roku. W tym samym budynku, 1 września 1959 roku zainaugurowano działalność Zasadniczej Szkoły dla Pracujących, przekształconą 1 września 1968 roku na Zasadniczą Szkołę Zawodową Dokształcającą. W późniejszym czasie utworzono w budynku Liceum Zawodowe. 1 września 1973 roku szkoły połączono, tworząc Zespół Szkół Zawodowych, a 1 września 1981 roku szkoła zaczęła swoją działalność na Hugo, przy ulicy J. Matejki 5. W 1995 roku ZSZ zmienił nazwę na Zespół Szkół Techniczno-Usługowych, a w 2009 roku na Zespół Szkół Ponadgimnazjalnych Cogito.

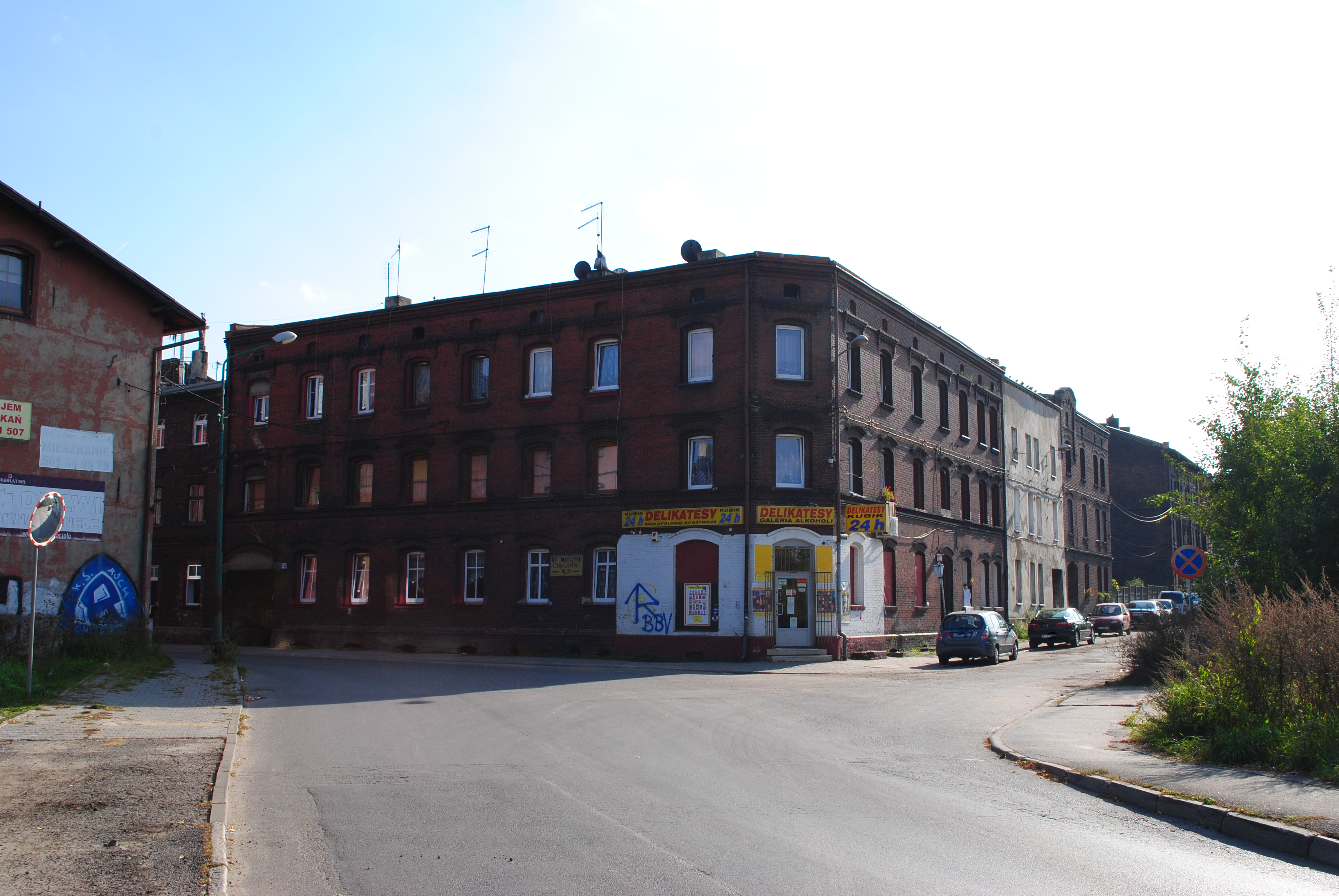
Kamienice na rogu ul. B. Głowackiego i Piastowskiej (2021)

Sam zaś modernistyczny budynek szkoły powstał w 1931 roku i pierwotnie znajdowała się w nim Publiczna Szkoła Powszechna im. Mikołaja Kopernika. Od 1956 roku w budynku szkoły znajdowała się Szkoła Podstawowa, którą w późniejszym czasie przekształcono w filię Szkoły Podstawowej nr 6 oraz przedszkole. W tym samym gmachu swój początek ma Liceum Ogólnokształcące nr 2 im. Jana Matejki, przeniesione w 1976 roku do gmachu przy ulicy Leśnej 1.
Hugo jest dzielnicą, w której występują problemy społeczne. Problemy społeczne zaczęły się pojawiać wraz z likwidacją huty „Jedność”, co spowodowało zubożenie społeczeństwa dzielnicy i bezrobocie. Zabudowa dzielnicy wraz z ich podwórzami jest zaniedbana, a część z nich jest opuszczona. Celem zwrócenia uwagi ówczesnych władz miasta na stan czystości ulic, Stowarzyszenie Wolne Siemianowice w dniu 8 marca 2014 roku na Hugo zorganizowało akcję sprzątania ulicy Jana Matejki w ramach akcji Posprzątajmy Hugo. W celu aktywizacji społecznej na Hugo, przy ul. Jana Matejki 4 powstała świetlica środowiskowa, a także zagospodarowano plac zabaw. Pod koniec czerwca 2015 roku zorganizowano festyn na powitanie lata, a tego samego typu festyn zorganizowano również w 2019 roku.
Wierni rzymskokatoliccy z Hugo przynależą do parafii św. Antoniego z Padwy